# Fritz Lettow

Fritz Lettow als Achtzehnjähriger 1922

Fritz Lettow, bis 1945 Fritz Leo,  (* 20. Oktober 1904 in Merseburg; † 4. Oktober 1989 in Wuthenow) war ein deutscher Arzt, Widerstandskämpfer gegen den Nationalsozialismus, der in vier Konzentrationslagern inhaftiert und von 1953 bis 1974 Chefarzt der Orthopädischen Klinik in Neuruppin war.

## Leben
Fritz Lettow ist der Sohn eines im Ersten Weltkrieg gefallenen Oberlehrers aus einer bürgerlichen jüdischen Familie, der an einer höheren Schule lehrte. Lettow besuchte in Wernigerode ein Gymnasium. Dort war er antisemitischen Verfolgungen und Demütigungen ausgesetzt. Dies war ein Grund, nach dem Krieg seinen Nachnamen zu ändern. Es gelang ihm – meist als Werkstudent in Industriebetrieben und auf dem Bau – das Medizinstudium zu finanzieren und abzuschließen. Er arbeitete zunächst in einem Krankenhaus in Hamburg-Rothenburgsort und war ab 1934 als Facharzt für Orthopädie in einer Dresdner Klinik tätig. 1931 trat er in Hamburg in die KPD ein, vor allem aus sozialem Verantwortungsbewusstsein, und beteiligte sich an der illegalen Arbeit. Er verhalf Verfolgten zur Flucht in die Tschechoslowakische Republik. 1935 verhafteten und folterten ihn die Nationalsozialisten aufgrund seiner politischen Betätigung und verurteilten ihn zu drei Jahren Zuchthaus.
Nach dem Verbüßen seiner Haft wurde Lettow im August 1938 ins KZ Buchenwald eingeliefert. Dort arbeitete er als Häftlingsarzt – eine Tätigkeit, die er auch nach seinen Verlegungen im März 1942 ins KZ Natzweiler, im März 1944 ins KZ Sachsenhausen sowie im Februar 1945 ins KZ Bergen-Belsen weiter ausübte. Dreimal ist er „auf Transport“ geschickt worden, das heißt, sein Weg führt ins Ungewisse, in neue Todesgefahr. Der selbstlose Einsatz für andere Häftlinge gegen den Willen der SS war jedes Mal Ursache für die Befehle. Die überlebenden Häftlinge verehrten ihn als aufopferungsvollen Arzt. Das Lied Am Berghang so hoch da droben (KZ Buchenwald) stammt von Fritz Lettow.
Nach seiner Befreiung 1945 verfasste Lettow unter dem Titel Arzt in den Höllen. Erinnerungen an vier Konzentrationslager seinen Bericht über die KZ-Haft, welcher jedoch erst acht Jahre nach seinem Tod erschien. Sein Bericht ist eine flammende Anklage gegen die SS und ihre Verbrechen. Er hatte auch Themen in seinem Buch angesprochen, die in der DDR tabu waren. Er schildert Häftlinge, die zu Spitzeln der SS wurden, und griff Themen wie Homosexualität und Kannibalismus in Bergen-Belsen auf. In seinem Buch schrieb er, dass er der einzige Häftlingsarzt in der DDR sei, der das Inferno überlebt habe.
In Lettows Nachlass fanden sich später Persilscheine für den von den Franzosen inhaftierten Otto Bickenbach, wofür ihm von dessen KZ-Assistenten Helmut Rühl von ganzem Herzen gedankt wurde. In den Jahren 1945/46 war er Mitbegründer und leitender Mitarbeiter der Zentralverwaltung für das Gesundheitswesen in der sowjetischen Besatzungszone. Ab 1946 praktizierte er wieder als Orthopäde, unter anderem an der Charité in Berlin. 1953 wurde Lettow zum Chefarzt der Orthopädischen Klinik in Neuruppin berufen, 1974 emeritiert. Lettow ließ die Klinik aus- und umbauen. Es entstand eines der größten Orthopädiezentren der DDR. Gemeinsam mit seiner Frau hatte er bereits 1962 eine Massageschule aufgebaut, in der jährlich bis zu 30 Massageschüler ihre Ausbildung erhielten. Mehr als zwanzig Jahre gehörte er dem Vorstand der Gesellschaft für Orthopädie der DDR an, zwei Jahre hatte er dort sogar den Vorsitz inne. Gleichzeitig leitete er 27 Jahre lang die Zeitschrift Beiträge zur Orthopädie und Traumatologie. Lettow hielt seine Ärzte stets zur Forschung an. Zahlreiche wissenschaftliche Arbeiten entstanden unter seiner Federführung in Neuruppin.
Er war verheiratet und hatte zwei Söhne und eine Tochter. Seine Tochter ist die Dramaturgin Cornelia Nenz, Gerhard Leo war sein Cousin.

## Veröffentlichungen
- Fritz Lettow: Arzt in den Höllen – Erinnerungen an vier Konzentrationslager. edition ost, Berlin 1997, ISBN 978-3-360-50067-0 Leseprobe